# Alexander Krylov
Alexander Krylov (ros. Aleksandr Nikołajewicz Kryłow, ur. 1 lipca 1969) – niemiecki socjolog i ekonomista.

## Życiorys
Aleksander Krylov urodził się w Rosji w rodzinie niemiecko-rosyjskiej. Studiował historię, ekonomię, psychologię; doktorat z filozofii społecznej i psychoanalizy (1999). W latach 90. Krylov zajmował wiodącą pozycję w kremlowskiej fundacji „Dzieci Rosji” w Moskwie. Od 1998 do 2000 r. pracował jako prodziekan i wykładowca w Narodowym Instytucie Biznesu w Moskwie. Od 2000 roku Krylov mieszka w Niemczech. 2001-2008 pracował w Institut für Weltwirtschaft und Internationales Management der Universität Bremen. Od 2006 r. ma tytuł profesora zarządzania komunikacją. 2008-2010 – profesor University of Management and Communication Potsdam. Od 2008 roku obejmuje kierownictwo West-Ost-Institut Berlin. Jest jednocześnie wiceprezesem Bremen School of Economics i redaktorem naczelnym czasopisma „West-Ost-Report”.
W 2011 roku został odznaczony w Rosji złotym medalem „Za zasługi dla Edukacji i Nauki”; w 1999 r. Dyplomem Uznania Komitetu ds. Przedsiębiorczości Dumy Państwowej Federacji Rosyjskiej, w 1997 roku Dyplomem Urzędu Miasta Moskwy, zaś w 2013 roku tytułem profesora honorowego.

## Badania naukowe
Badanie naukowe Krylova skupiają się wokół psychoanalitycznej antropologii, ludzkiej tożsamości, komunikacji, a także zmian społecznych. Zdaniem Krylova klasyczna psychoanaliza rozwinęła się z psychoterapii do filozofii. W monografii „Ewolucyja idienticznostiej” (2010) pokazał, że świadomość człowieka znajduje się pod wpływem zmian społecznych. Współczesny człowiek stara się definiować swą tożsamość nie tylko w odniesieniu do tradycyji, ale coraz częściej przez połączenie jej z trendami nowoczesności. W monografii „Rieligioznaja idienticznostʹ” pokazuje, że religia jest jednym z najważniejszych czynników tożsamości.
Z badań w dziedzinie biznesu i ekonomii (od 1998 roku) Krylov należy do jednych z pionierów zarządzania komunikacją w Rosji i Europie Wschodniej. Rozwój public relations jest dla Krylova nieodzownie związany z rozwojem demokracji i wolności prasy. Rozwój nowych kierunków zarządzania określa jako społeczne uwrażliwienie biznesu. Jego badania w dziedzinach gospodarki i zarządzania są silnie związane z psychologią komunikacji, a także z moralnością i etyką.

## Wybrane prace
- Krylov, Alexander (ed.): Corporate social responsibility Wirtschaftsmodelle – Moral – Erfolg – Nachhaltigkeit. West-Ost-Verlag, Berlin 2013, ISBN 978-3-86297-006-3.
- Kryłow, Aleksandr: Rieligioznaja idienticznostʹ: indiwidualnoje i kollektiwnoje samosoznanije w postindustrialnom prostranstwie. NIB, Moskwa / West-Ost-Verlag, Berlin 2012, ISBN 978-3-86297-003-2.
- Kryłow, Aleksandr: Ewolucyja idienticznostiej: krizis industrialnogo obszczestwa i nowoje samosoznanije indiwida = Evolution der Identitäten. NIB, Moskwa / West-Ost-Verlag, Berlin 2010, ISBN 978-3-86297-000-1.
- Krylov, Alexander & Schauf, Tobias (ed.): Internationales Management: fachspezifische Tendenzen und Best-Practice. Lit, Berlin 2008, ISBN 978-3-8258-1258-4.
- Kryłow, Aleksandr: Korporatiwnaja idienticznostʹ dla menedżerow i markietołogow: uczebnoje posobije. Ikar, Moskwa 2004, ISBN 5-7974-0084-7.
- Krylov, Alexander (ed.): Public relations im osteuropäischen Raum: Dialog und Erfahrung auf der Basis gesellschaftlich-ökonomischer Transformation. Peter Lang, Frankfurt am Mein / New York, 2003, ISBN 3-631-51014-4.
- Kryłow, Aleksandr: Menedżment kommunikacyj. Tieorija i praktika. NIB, Moskwa 2002, ISBN 5-8309-0049-1.
- Kryłow, Aleksandr: Czełowiek w rossijskom psichoanalizie. Moskwa 1999, ISBN 5-8309-0022-X.